# Alfombra de Teherán
La alfombra de Teherán es un tipo de alfombra persa. El coste de la mano de obra creció tanto en la capital de Irán que la fabricación de este tipo de alfombras se detuvo en los años 1970.

## Descripción
La alfombra de Teherán presenta el mismo tipo de motivos que las de Veramin, con predilección por las decoraciones de flores y animales. La precisión del trabajo es enorme y los colores sobrios.
También se encuentra a menudo el jarrón con flores de la alfombra de Isfahán, sobre un campo orientado en forma de nicho.
- Datos: Q2410408
- Multimedia: Rugs and carpets of Tehran / Q2410408